# Rhabdoblatta nigrovittata
Rhabdoblatta nigrovittata es una especie de cucaracha del género Rhabdoblatta, familia Blaberidae, orden Blattodea. Fue descrita científicamente por Bey-Bienko en 1954.

## Descripción
Mide 43,0–45,0 milímetros de longitud. La hembra es ligeramente más grande que el macho, con el cuerpo amarillo pálido. Vértice y frente marrón amarillento.

## Distribución
Se distribuye por China (Hunan, Hubei, Guangdong, Sichuan, Chongqing, Guizhou, Zhejiang, Guangxi, Yunnan, Fujian).